# 慎夫人 (漢朝)

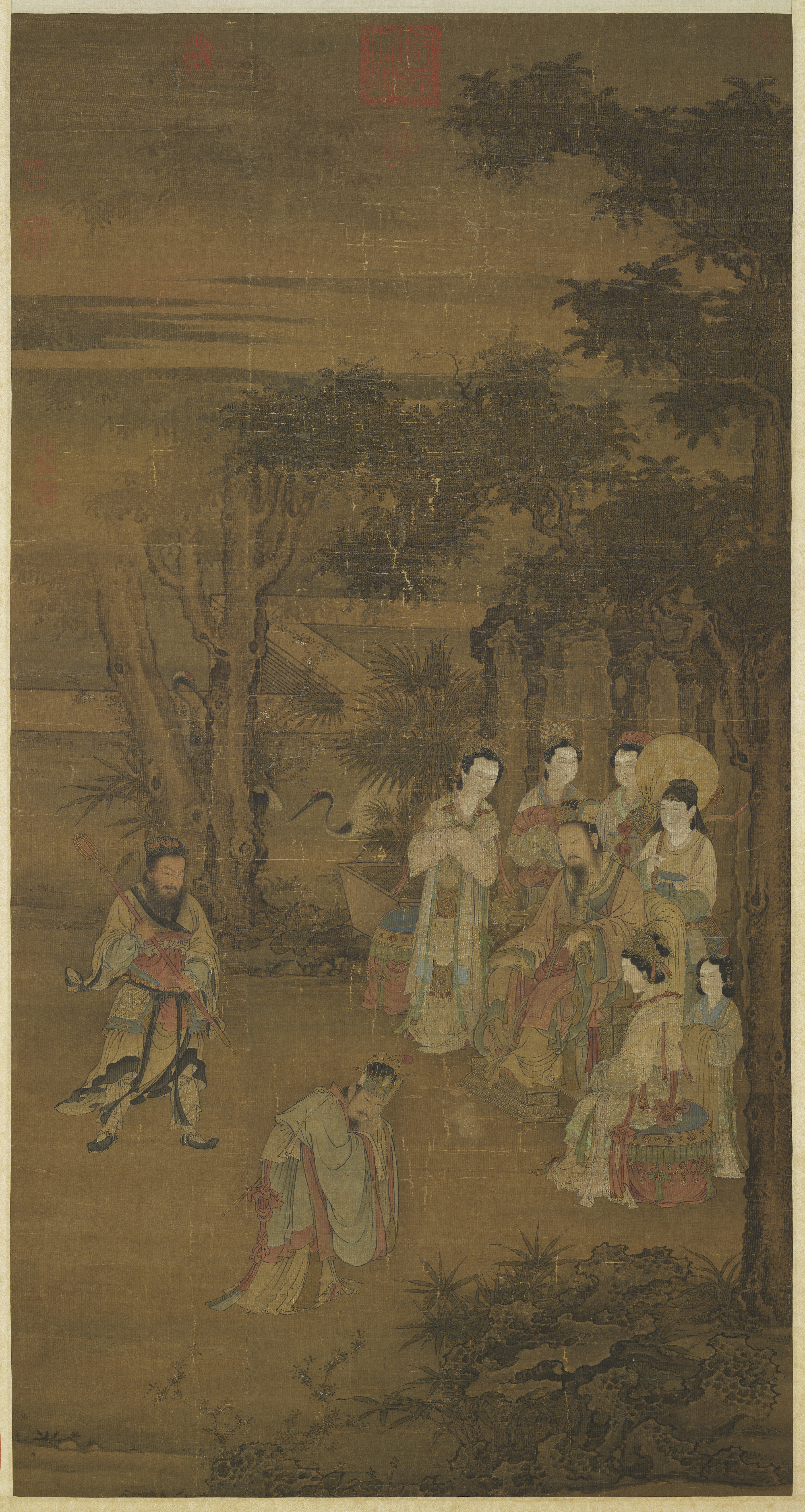
卻坐圖（宋代作品）

慎夫人，慎姓，邯郸人，生卒年和家世不详，汉文帝刘恒的宠妾，史称慎夫人，有美色，能歌舞，擅鼓瑟。
慎夫人和尹姬都是汉文帝的愛妾，慎夫人更是得寵，甚至可以与皇后窦氏同席而坐，直到袁盎以「當年戚夫人得寵後被呂太后所虐殺」勸阻，漢文帝才讓慎夫人坐於下方。但由于慎夫人和尹姬都没有儿子，对窦皇后的地位无法构成威胁。

## 相关影视剧
- 2010年《美人心计》由王丽坤飾演，本名为聶慎兒。片中虚构其为刘武和王娡的生母。

## 相关史料
- 《史记 卷四十九 外戚世家》
- 《史记 卷一百一 袁盎晁错列传第四十一》